# Таксодиум двурядный
Таксо́диум двуря́дный, или боло́тный кипари́с обыкнове́нный (лат. Taxódium dístichum) — листопадное хвойное дерево рода Таксодиум (Taxodium) семейства Кипарисовые (Cupressaceae). Предпочитает заболоченные субтропические области с высокой или повышенной влажностью воздуха. В заболоченной местности американского штата Луизиана болотные кипарисы распространены особенно широко, один из крупнейших таких лесов расположен на озере Каддо. Крону таксодиума часто увивает своими прядями так называемый испанский мох. Осенью листва болотных кипарисов приобретает ржавый оттенок.

## Ботаническое описание

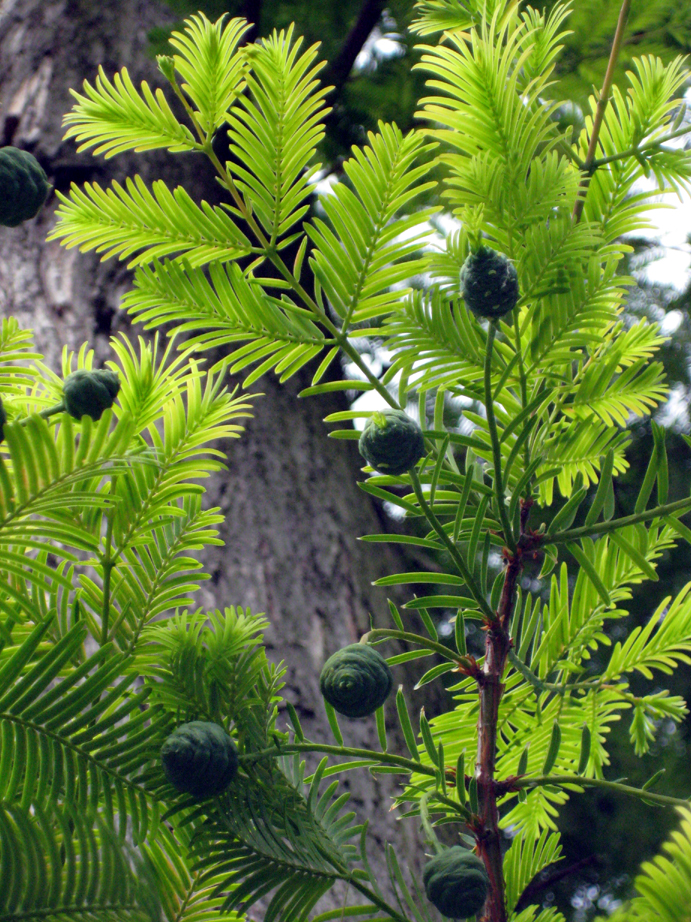
Побег

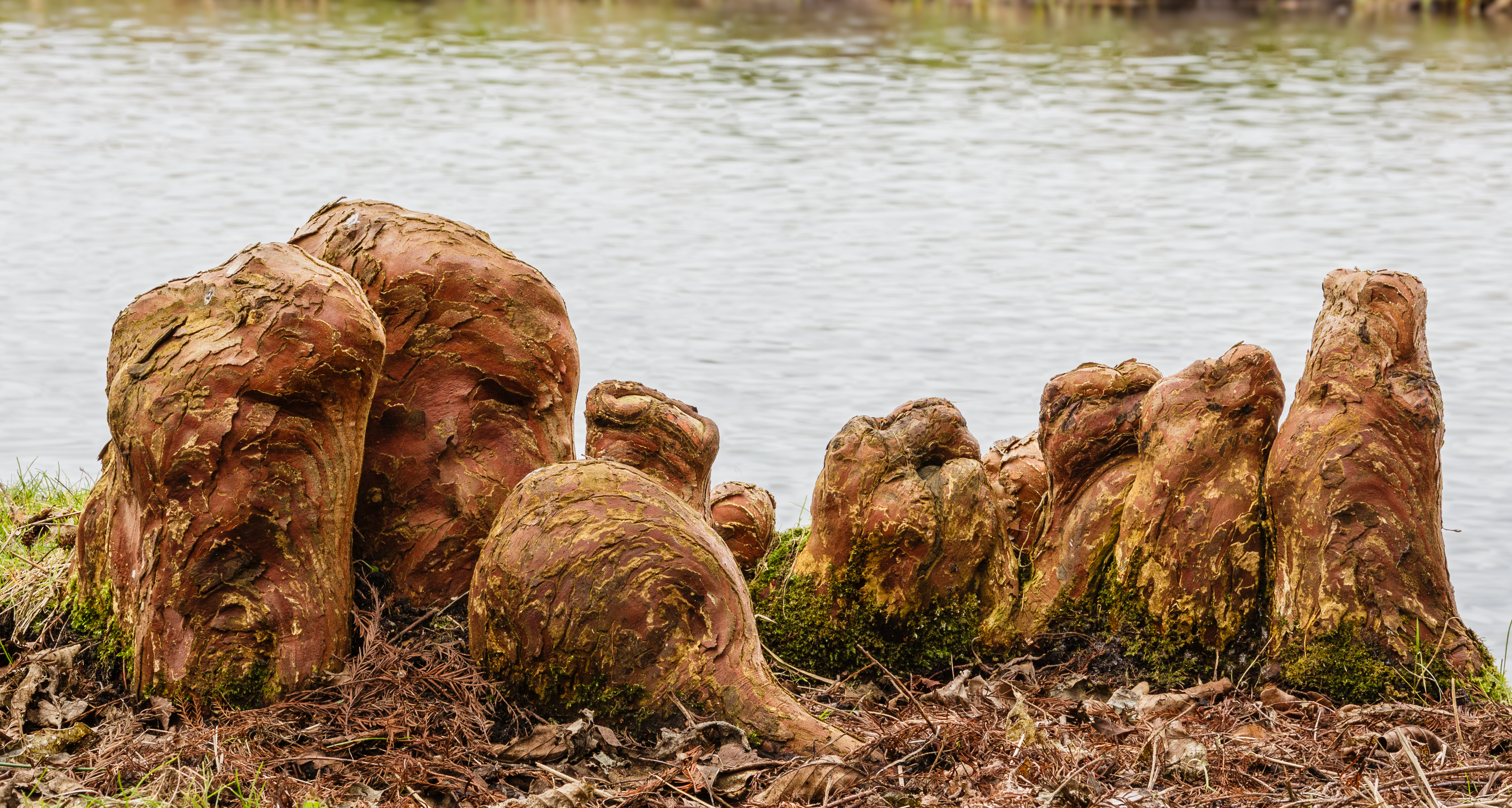
Пневматофоры

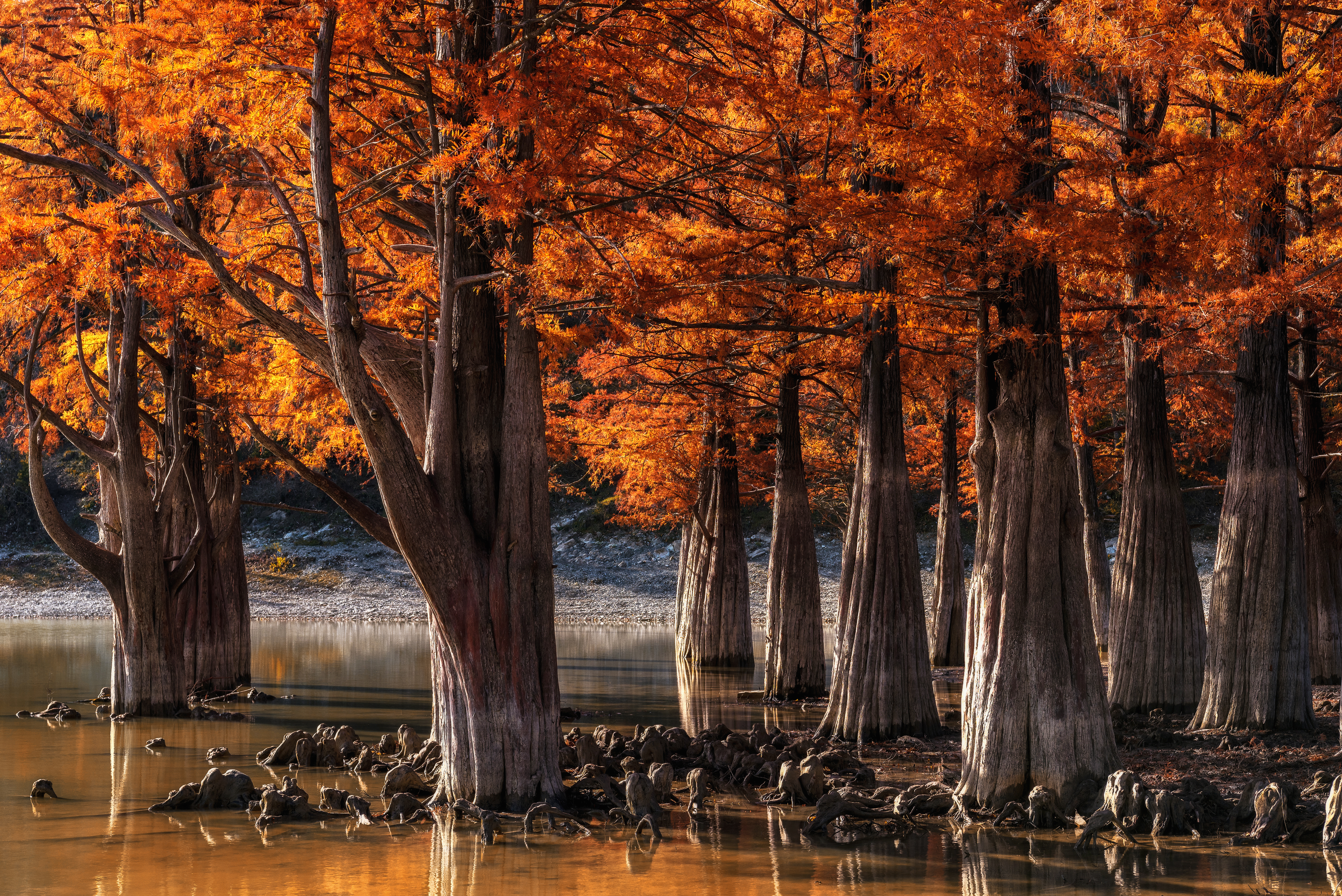
Болотные Кипарисы около Сукко, Анапа, Краснодарский край

Дерево высотой 30—36 м и диаметром ствола 0,9—3 м и даже до 5 м, в молодом возрасте со сбежистым стволом и с узко-пирамидальной кроной; с увеличением возраста ствол становится более цилиндрическим, а крона — пирамидальной или широко распростёртой.
Кора тёмная красно-коричневая 10—15 см толщиной, с продольными глубокими трещинами.
Расходящиеся горизонтально корни дерева образуют оригинальные выросты — пневматофоры, они вырастают конической или бутылковидной формы, возвышаясь на 1—2 м над уровнем воды или заболоченной почвы, что крайне необычно для семейства.
Самый высокий известный экземпляр таксодиума двурядного растёт вблизи города Уильямсберга, штат Виргиния.
Листья (хвоя) перистые, линейные, с округлённой острой вершиной, мягкие, светло-зелёные, 16—18 мм длиной, двурядно (гребенчато) расположенные и осенью ежегодно опадающие вместе с укороченными побегами.
Шишки около 1,5—4 см или около 2,5 см в диаметре.

## Распространение и экология
В естественных условиях растёт по берегам вялотекущих рек (байу) и на болотах юго-востока Северной Америки. Плотная древесина дерева устойчива против гниения, имеет хорошие механические свойства, используется в строительстве, при изготовлении мебели и др.

## Акклиматизация
В Европу болотный кипарис был завезён в середине XVII века, он способен расти в местах с повышенной влажностью почвы (например, в дельтах крупных рек), введён в широкую культуру как парковое растение и лесная порода.
На территории СНГ встречается в дельте Дуная, в Крыму, на Кавказе, в Краснодарском крае. В 1934—1935 гг. на искусственной запруде, созданной в одном из ущелий бассейна р. Сукко в горах Абрауского полуострова была создана роща из 32 болотных кипарисов, являющаяся в настоящее время памятником краевого значения. Запруда Сукко получила название Кипарисовое озеро.
В Узбекистане на орошаемых почвах или на берегах водоёмов растёт хорошо и выносит суровые зимы (до −30 °C).